# Koestler's fallacy
Koestler's fallacy (Koestlers misvatting) is een term die psycholoog David Marks noemde naar de Hongaars-Britse auteur Arthur Koestler.
Koestler baseerde een geloof in het bestaan van paranormale verschijnselen op de stelling dat het voorkomen van bepaalde gebeurtenissen (oddmatches) niet te verklaren is door toeval. Hierbij kan gedacht worden aan een persoon die opbelt exact op het moment dat er aan hem gedacht wordt, of een boek dat openvalt op precies de benodigde pagina.
De denkfout die Koestler maakte, was het enkel meerekenen van 'positieve gebeurtenissen' in zijn gedachtenproces en dit selectie-effect negeren; dus slechts de keren meetellen dat een opmerkelijke gebeurtenis plaatsvindt, en die juist daarom opvallen. De keren wanneer personen waaraan gedacht wordt, niét opbellen, en gevallen boeken op een willekeurige andere pagina openvallen, vergat Koestler mee te nemen in zijn redenering, omdat dergelijke gebeurtenissen niet bijblijven. Wanneer deze 'negatieve gebeurtenissen' meegenomen worden in de berekening, blijft er een niet-significant percentage positieve gebeurtenissen over, die wel te verklaren zijn door middel van kansrekening. 